# Ranunculus ageri
Ranunculus ageri là một loài thực vật có hoa trong họ Mao lương. Loài này được Bertol. miêu tả khoa học đầu tiên.